# Dischidia rhodantha
Dischidia rhodantha là một loài thực vật có hoa trong họ La bố ma. Loài này được Ridl. mô tả khoa học đầu tiên năm 1918.